# 400 mètres haies masculin aux Jeux olympiques d'été de 1924
Pour un article plus général, voir Athlétisme aux Jeux olympiques d'été de 1924.
Navigation
Anvers 1920 Amsterdam 1928
L'épreuve du 400 mètres haies masculin aux Jeux olympiques de 1924 s'est déroulée les 6 et 7 juillet 1924 au Stade olympique Yves-du-Manoir de Paris, en France.  Elle est remportée par l'Américain Morgan Taylor.

## Résultats

### Finale
Le 7 juillet 1924, en finale, l'Américain Morgan Taylor remporte le titre olympique en 52 s 6, devant le Finlandais Erik Wilén en 53 s 8. Mais Taylor ayant renversé une haie, l'IAAF n'homologue pas sa performance qui constituait un nouveau record du monde. En revanche, la performance de Wilén constitue un nouveau record olympique. L'Américain Charles Brookins, initialement deuxième de la course, est disqualifié pour avoir empiété sur le couloir voisin alors que le Britannique Frederick Blackett est éliminé pour deux faux départs.
| Rang               | Athlète                  | Temps  | Notes |
| ------------------ | ------------------------ | ------ | ----- |
| Médaille d'or      | Morgan Taylor (USA)      | 52 s 6 |       |
| Médaille d'argent  | Erik Wilén (FIN)         | 53 s 8 | OR    |
| Médaille de bronze | Ivan Riley (USA)         | 54 s 2 |       |
| 4                  | Géo André (FRA)          | 56 s 2 |       |
| —                  | Charles Brookins (USA)   | DSQ    |       |
| —                  | Frederick Blackett (GBR) | DSQ    |       |